# حكومة سنغافورة
يحدد دستور سنغافورة حكومة سنغافورة (بالإنجليزية: Government of Singapore) على أنها السلطة التنفيذية للحكومة، والتي تتألف من رئيس سنغافورة ومجلس وزرائها. على الرغم من أن الرئيس يتصرف في إطار سلطته التقديرية الشخصية في ممارسة بعض المهام كفحص لمجلس الوزراء وبرلمان سنغافورة، إلا أن دورهما هو دورًا احتفاليًا إلى حدّ كبير. يتألف مجلس الوزراء من رئيس الوزراء ووزراء آخرين يعينهم الرئيس بناء على مشورته، وهو الذي يُدير الحكومة ويسيطر عليها عمومًا. يتألف مجلس الوزراء من الحزب السياسي الذي يحصل على أغلبية بسيطة في كل دورة انتخابات عامة.
تُعتبر المجالس التشريعية وكالةً مستقلة تابعة للحكومة تنشأ بموجب قانون صادر عن البرلمان وتشرف عليها وزارة حكومية. خلافًا للوزارات والإدارات الحكومية التي هي تقسيمات فرعية للوزارات، فإن المجالس التشريعية لا يعمل بها موظفون مدنيون إذ تتمتع بقدر أكبر من الاستقلالية والمرونة في عملياتها. ثمّة خمسة مجالس تنمية مجتمعية (سي دي سي) يعيّنها مجلس إدارة رابطة الشعب (بي إيه) للمناطق في سنغافورة. حيثما لا يقل عدد المقيمين في مقاطعة عن 150,000 نسمة، يجوز لمجلس إدارة رابطة الشعب تعيين رئيس مركز مجالس التنمية المجتمعية ليكون عمدة المقاطعة التي يؤسس فيها المجلس. وبما أنه جرت العادة على تعيين أعضاء البرلمان كرؤساء مجالس، فقد تم تعيين هؤلاء الأعضاء أيضًا كرؤساء بلديات.
منذ تأسيس سنغافورة الحديثة عام 1819 حتى عام 1826، كان يرأس سنغافورة اثنين من المقيمين على التوالي. بعد دمج سنغافورة في مستعمرات المضيق عام 1826، كان يحكمها حاكم مع مجلس تشريعي. أُنشأ مجلس تنفيذي لمستعمرات المضيق عام 1877 لإسداء المشورة للحاكم، لكنه لم يتمتع بأي سلطة تنفيذية. في عام 1955، أُنشأ مجلس وزراء عيُنه الحاكم بناءً على توصية من زعيم المجلس. عقدت محادثات دستورية بين ممثلي الجمعية التشريعية والمكتب الاستعماري في الفترة من 1956 حتى 1958، وحصلت سنغافورة على الحكم الذاتي الداخلي الكامل عام 1959. تم استبدال الحاكم يانغ ديبيرتوان نيغارا، الذي كان يتمتع بسلطة تعيين الشخص الأكثر عرضة لقيادة سلطة الجمعية في منصب رئيس الوزراء، ووزراء آخرين في مجلس الوزراء بناء على مشورة رئيس الوزراء. في الانتخابات العامة لعام 1959، اكتسح حزب العمل الشعبي السلطة بحصوله على 43 مقعدًا من أصل 51 في الجمعية، وأصبح لي كوان يو أول رئيس وزراء لسنغافورة. ظلت السلطة التنفيذية لحكومة سنغافورة دون تغيير بعد اندماج سنغافورة مع ماليزيا عام 1963، ثم استقلالها عام 1965. أُعيد حزب العمل الشعبي إلى السلطة في كل انتخابات عامة وشكّل مجلس الوزراء منذ عام 1959. يُنظر إلى الحكومة عمومًا على أنها مختصة في إدارة اقتصاد البلاد وخالية إلى حد كبير من الفساد السياسي. ومن ناحية أخرى، انتُقدت الحكومة بسبب استخدام تكتيكات انتخابية غير متوازنة إلى جانب انتهاك حرية التعبير واستخدامها عقوبة الإعدام في الجرائم المتعلقة بالمخدرات.

## التكوين
يحدد الدستور حكومة سنغافورة بتعيين الرئيس ومجلس الوزراء. تُناط السلطة التنفيذية لسنغافورة للرئيس ويمكن ممارستها من قِبله شخصيًا أو من قِبَل مجلس الوزراء السنغافوري أو أي وزير مفوض من قِبَل مجلس الوزراء. غير أن الرئيس يقوم عادةً بدور إسمي واحتفالي إلى حد كبير في السلطة التنفيذية للحكومة. وعلى الرغم من أن الرئيس يتصرف حسب سلطته التقديرية الشخصية في ممارسة بعض المهام كفحص لمجلس الوزراء والبرلمان السنغافوري، فإنه يتعين عليهم، بخلاف ذلك، أن يتصرفوا وفقًا لمشورة مجلس الوزراء أو مشورة وزير يعمل تحت السلطة العامة لمجلس الوزراء. يتمتع مجلس الوزراء بسلطة التوجيه العام للحكومة وسيطرتها. وبما أن سنغافورة تتبع نظام الحكم في وستمنستر، فإن جدول الأعمال التشريعي للبرلمان يحدده مجلس الوزراء. في بداية كل دورة برلمانية جديدة، يلقي الرئيس خطابًا أعدّه مجلس الوزراء يحدد فيه ما يعتزم مجلس الوزراء تحقيقه في الدورة.
يستمر كل برلمان لمدة أقصاها خمس سنوات اعتبارًا من تاريخ انعقاده الأول، وبعد حلّ البرلمان، يتوجب إجراء انتخابات عامة في غضون ثلاثة أشهر. في أعقاب الانتخابات العامة، يعيّن الرئيس رئيسًا للوزراء عضوًا في البرلمان يكون من المرجح، في تقديرهم، أن يحظى بثقة أغلبية أعضاء البرلمان. ومن الناحية العملية، عادةً ما يكون رئيس الوزراء هو زعيم الحزب السياسي الذي يحمل أغلبية المقاعد في البرلمان. يعيّن الرئيس أيضًا وزراء آخرين من بين أعضاء البرلمان عملًا بمشورة رئيس الوزراء.

### الوزارات ومسؤوليات الوزراء
يجوز لرئيس الوزراء، بعد إصدار توجيهات خطية، أن يكلّف أي وزير بالمسؤولية عن أي إدارة أو موضوع. ومن الناحية العملية، يتم ذلك بإصدار الإخطارات التي تنشر في الجريدة الرسمية غوفرمنت غازيت. على سبيل المثال، ينصّ الإخطار الصادر عام 2009 عن دستور جمهورية سنغافورة (مسؤولية كبير الوزراء والوزير المنسق للأمن القومي، مكتب رئيس الوزراء) على ما يلي:
يُبلَّغ رئيس الوزراء بموجب هذه المادة، من أجل الحصول على معلومات عامة، بأنه بموجب المادة 30 (1) من دستور جمهورية سنغافورة، بتكليف السيد جاياكومار، اعتبارًا من 1 أبريل 2009، بالمسؤولية عن المسائل التالية:
a) قضايا الأمن القومي التي تتعلق أو تؤثر على أكثر من وزارة واحدة؛
b) رئاسة لجنة مراجعة السياسة الأمنية؛
c) قضايا السياسة الخارجية التي تشمل أو تؤثر على أكثر من وزارة واحدة؛ و
d) قضايا السياسة الخارجية التي تنطوي على مفاوضات قانونية أو مقاضاة دولية،
وأن يعين الوزير لمنصب كبير الوزراء والوزير المنسق للأمن القومي.
يجوز لرئيس الوزراء أن يعيّن الوزراء ليكونوا مسؤولين عن وزارات معينة أو كوزراء داخل مكتب رئيس الوزراء. وُصف هؤلاء الوزراء سابقًا بأنهم وزراء من دون حقيبة وزارية. يجوز لرئيس الوزراء أن يحتفظ بأية إدارة أو جهة مسؤولة عنها. يُعيّن بعض الوزراء بصفة وزير ثانٍ لشغل مناصب وزارية غير وزارتهم لمساعدة الوزير الأول في أداء مهامه. على سبيل المثال، تولّت ليم هوي هوا، التي عملت وزيرة في مكتب رئيس الوزراء، في 1 أبريل عام 2009 أثناء انعقاد البرلمان الحادي عشر، منصبي الوزير الثاني للمالية والوزير الثاني للنقل.
اعتبارًا من 25 يوليو 2020، تم تسمية الوزارات الحكومية التالية:
- مكتب رئيس الوزراء (بي إم أو)
- وزارة الاتصالات والمعلومات (إم سي آي)
- وزارة الثقافة والمجتمع والشباب (إم سي سي واي)
- وزارة الدفاع (إم آي إن دي إي إف)
- وزارة التربية (إم أو إي)
- وزارة المالية (إم أو إف)
- وزارة الشؤون الخارجية (إم إف إيه)
- وزارة الصحة (إم أو إتش)
- وزارة الشؤون الداخلية (إم إتش إيه)
- وزارة العدل (إم لو)
- وزارة القوى العاملة (إم أو إم)
- وزارة التنمية الوطنية (إم إن دي)
- وزارة التنمية الاجتماعية والأسرية (إم إس إف)
- وزارة الاستدامة والبيئة (إم إس إي)
- وزارة التجارة والصناعة (إم تي آي)
- وزارة النقل (إم أو تي)

تتألف الوزارة عادةً من مقر وعدد من الإدارات والمجالس أو الكيانات التابعة الأخرى والمجالس التشريعية. على سبيل المثال، في مايو 2007، كان لدى وزارة العدل ثلاث إدارات (مكتب كبير موظفي الإعلام ومكتب الإعسار والوصاية العامة ومكتب المساعدة القانونية) وثلاثة مجالس محاكم (مجلس الطعون في حيازة الأراضي ومحكمة حقوق التأليف والنشر ومجلس مساحي الأراضي) ومجلسين قانونيين (مكتب الملكية الفكرية في سنغافورة).